# Ettore Roesler Franz
Pour les articles homonymes, voir Franz.

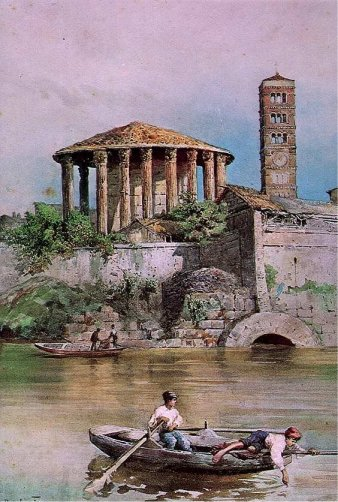
Sbocco della Cloaca Massima

Ettore Roesler Franz (Rome, 11 mai 1845 – Rome, 26 mars 1907) est un peintre italien des XIXe et XXe siècles, spécialiste de l'aquarelle et célèbre en particulier pour sa série de vues de Rome Roma sparita.

## Biographie
En 1881, Ettore Roesler Franz expose le premier noyau de sa série sur la Rome pittoresque, seize vues du Tibre  dans son atelier de la Piazza San Claudio. 
En 1883, l'exposition du Palazzo delle Esposizione dans la salle de l’Architecture, montre pour la première fois les quarante aquarelles de sa série Roma sparita (« Rome disparue »). Il l'expose ensuite en 1884 à  Società degli Amatori e Cultori delle Belle Arti, en 1888  à Berlin, et à Vienne en 1890. 
Sa « Rome pittoresque » (deuxième et troisième série) est exposée en 1897 dans le foyer du Teatro Drammatico Nazionale.
L'ensemble de ses œuvres (120 aquarelles) a fait l'objet de plusieurs expositions (en 1904, 1908, 1911, 1929, 1952, et  finalement en 1980, au Museo di Roma in Trastevere qui en expose toujours une partie).

## Œuvres
- Roma sparita (ensemble des œuvres classées par quartier sur la page spécifique commons) :
  -  I. Monti
  -  II. Trevi
  -  III. Colonna
  -  IV. Campo Marzio
  -  V. Ponte
  -  VI. Parione
  -  VII. Regola
  -  X. Campitelli
  -  XI. Sant'Angelo
  -  XII. Ripa
  -  XIII. Trastevere
  -  XIV. Borgo
  -  XVI. Ludovisi
  -  XIX. Celio
  -  XX. Testaccio
  -  XXI. San Saba
  -  XXII. Prati